# Браљија Бјанка (Ферара)
Браљија Бјанка (итал. Braglia Bianca) је насеље у Италији у округу Ферара, региону Емилија-Ромања.
Према процени из 2011. у насељу је живело 45 становника. Насеље се налази на надморској висини од 1 м.